# Magnus Jerneck
Magnus Jerneck (* 3. Juli 1951) ist ein schwedischer Politikwissenschaftler. Er ist Professor für Politikwissenschaft und Internationale Beziehungen an der Universität Lund.
Jerneck studierte an der Universität Lund, wo er 1975 abschloss. Im Anschluss promovierte er zum Thema der amerikanisch-schwedischen Beziehungen während des Vietnamkrieges und erhielt seinen Ph. D. im Jahre 1983. 1993 forschte Jerneck als „visiting scholar“ an der Stanford University. Seit 1997 ist er Direktor des der Universität angegliederten Zentrums für Europäische Studien in der südschwedischen Stadt Lund. Jerneck gilt als Experte der schwedischen Beziehungen zur Europäischen Union.

## Schriften
- Kritik som utrikespolitiskt medel. En studie av de amerikanska reaktionerna på den svenska Vietnamkritiken, Lund 1983.
- Hrsg.: The Bargaining Democracy, Lund 1996.
- Hrsg.: Local and Regional Governance in Europe: Evidence from Nordic Regions, 2000.